# Morte della Vergine (Mantegna)
La Morte della Vergine è un dipinto tempera e oro su tavola (54x42 cm) di Andrea Mantegna, realizzato intorno al 1462 e conservato oggi al Museo del Prado di Madrid. Fa parte della stessa opera anche la tavoletta di Cristo con l'animula della Madonna conservata presso la Pinacoteca nazionale di Ferrara.

## Storia
L'opera viene in genere identificata con la pala d'altare che decorava la cappella privata di Ludovico III Gonzaga nel Castello di San Giorgio a Mantova, la cui sistemazione architettonica e decorazione fu la prima commissione ufficiale a Mantegna, pittore di corte dal 1460, ma in trattativa già dal 1457. La tavola, che originariamente aveva dimensioni verticali maggiori, venne completata entro il 1462. Sicuramente la pala era comunque destinata a un ambiente del castello, come dimostra la veduta che illusionisticamente riprende quella che si poteva vedere dalle finestre del castello stesso.
Nel corso del XVI secolo la cappella venne ristrutturata e ridecorata, con la dispersione delle decorazioni quattrocentesche, per poi venire in seguito distrutta, tanto che oggi si ignora la sua collocazione, forse sotto la Camera degli Sposi.
La tavola della Morte della Vergine in particolare dovette finire a Ferrara, a giudicare da una menzione in un inventario del 1588, che la elencherebbe tra i dipinti nella cappelletta privata di Margherita Gonzaga, moglie di Alfonso II d'Este. Fu forse per adattarsi alla nuova collocazione che l'opera venne decurtata della parte superiore, della quale venne tenuto solo il riquadro con la figura di Cristo in una nuvola con cherubini che fa ascendere l'anima della Vergine rappresentata come una piccola figura.
Il quadro principale venne acquistato da Carlo I d'Inghilterra dai Gonzaga nel 1627 e poi comprato da Filippo IV di Spagna alla vendita dopo la morte del re inglese. Entrato così nelle collezioni reali spagnole, è approdato al Prado nel 1829.
Fu Roberto Longhi il primo a ricostruire l'aspetto originario della tavola e anche a ipotizzare che l'opera potesse essere stata un quarto pannello nel Trittico degli Uffizi.

## Descrizione e stile

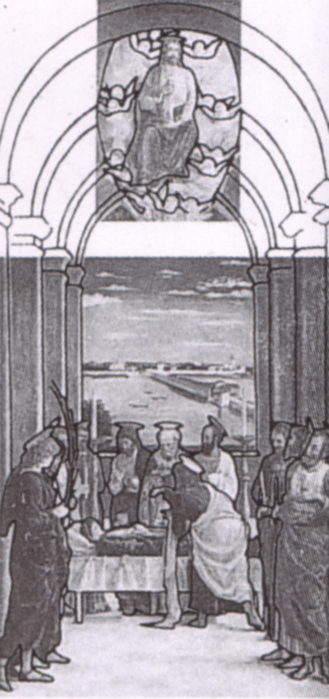
Ricostruzione della pala

L'artista trattò il tema della morte della Vergine con notevole originalità, senza accenti miracolistici. La scena è ambientata in un sobrio salone, racchiuso da pilastri che originariamente reggevano delle arcate a tutto sesto (in parte visibili nel Cristo con l'animula della Madonna) e con un pavimento marmoreo a scacchiera che fugge in prospettiva. Al centro si apre la grande finestra con la profonda veduta del lago del Mincio e del ponte di San Giorgio, immediatamente riconoscibile per i contemporanei.
Il catafalco della Vergine domina con le sue linee orizzontali la metà inferiore del dipinto, mentre attorno ad essa stanno gli apostoli che recitano la cerimonia funebre: san Pietro legge le Sacre Scritture, uno regge un vaso di unguenti, altri una candela e cantano; uno al centro, posto verso lo spettatore (san Giovanni?) si sporge verso il corpo di Maria per spargere l'incenso con un incensiere.
L'ammorbidirsi di forme e colori, iniziato nel percorso dell'artista già nella Pala di San Zeno (1457-1459), è qui ulteriormente sviluppato, con una maggiore naturalezza di gesti e tipi umani, che vengono nobilitati dall'ampio respiro monumentale della composizione.
La luce non arriva dalla finestra, ma da destra, ed investe il primo apostolo per lambire poi da dietro la figura scorciata sul catafalco. Lo spazio libero sul pavimento in primo piano invita lo spettatore ad osservare in profondità il dipinto, soffermandosi sulla Madonna per poi correre in lontananza nel paesaggio. Numerosi dettagli sono di vivo realismo: dalla naturalezza dei gesti delle mani e delle posizioni dei piedi degli apostoli, all'uso delle aureole scorciate e parzialmente specchianti, dai pesanti panneggi che sembrano di marmo (pur senza nascondere le anatomie delle figure), al lustro metallico di alcuni oggetti come i due grossi candelabri.
Sullo sfondo, c'è un paesaggio con un lago, che rappresenta i laghi che si trovano a Mantova; su di loro viene posato un ponte, chiamato di San Giorgio con la Rocca di Sparafucile.